# Cirrochroa regina
Cirrochroa regina är en fjärilsart som beskrevs av Felder 1867. Cirrochroa regina ingår i släktet Cirrochroa och familjen praktfjärilar. IUCN kategoriserar arten globalt som livskraftig. Inga underarter finns listade i Catalogue of Life.